# Léandre de Séville
Pour les articles homonymes, voir Léandre.
Léandre de Séville, né vers 534 à Carthagène, mort le 13 mars 600 ou 601 à Séville, est un homme d'Église de l'Espagne wisigothique, évêque de Séville, promoteur de l'abandon de l'arianisme par les Wisigoths.
Il est considéré comme saint par l'Église catholique romaine et par l'Église orthodoxe. Sa fête est le 13 mars.

## Biographie
Léandre est issu d'une famille notable hispano-romaine probablement d'origine byzantine, ce qui explique qu'il eût étudié à Constantinople vers 580 en même temps que le futur pape Grégoire le Grand. À la mort de ses parents, Léandre prend en charge l'éducation de sa sœur Florentine et de ses frères Isidore et Fulgence, avant de devenir moine.
Évêque de Séville en 584[réf. nécessaire], il convertit au catholicisme Herménégild, fils aîné du roi Léovigild, arien comme l'ensemble du peuple wisigoth. Cette conversion vaut la mort à Herménégild ; Léandre est condamné à l'exil, au cours duquel il se lie d'amitié avec le futur pape Grégoire le Grand.
Lorsqu'en 586 le frère d'Herménégild, Récarède, devient roi des Wisigoths, il se convertit au catholicisme et prend Léandre pour conseiller. Son « programme » consiste à pousser le roi à agir pieusement et modérément, à faire le bien comme un sacerdoce, en prenant exemple sur l'empereur Justinien qui, à Constantinople, avait déjà lié le gouvernement bon et juste à l'orthodoxie de la foi, à l'intégrité de l'Église et à la persécution des juifs et des hérétiques. En 589, Léandre préside le IIIe concile de Tolède qui règle les relations entre l'Église et la royauté. L'Espagne devient alors catholique, de gré ou de force.
À la suite de ce concile, il introduit dans le symbole de Nicée la modification du filioque et en impose la récitation dans la liturgie eucharistique. L'adhésion des souverains wisigoths au dogme trinitaire est marquée par les premières mesures discriminatoires prises à l'encontre des Juifs, telles que l'interdiction de posséder des esclaves chrétiens, ou l'obligation de baptiser les enfants issus de couples mixtes.
Son frère Isidore de Séville lui succède à l'évêché de Séville.